# Delfines de Etiopía
Delfines de Etiopía es una banda de música reggae creada en la ciudad de Junín, Argentina, en 2001.

## Historia
Como suele suceder con la mayoría de bandas, sufrieron varios cambios de integrantes antes de llegar a la formación actual, con la que grabaron dos discos. El primer CD de Delfines de Etiopía es una conjugación más que interesante de raíces reggae con ritmos latinoamericanos e incluso con algún que otro matiz punkoso y sonidos de esa parte del mundo.
Grabado y masterizado entre noviembre y diciembre de 2005 en Tixa Récords, estudio donde grabaron Resistencia Suburbana, Sinsemilla y Fidel Nadal entre muchos otros, y con edición independiente, este disco es un trabajo que si bien se terminó en dos meses, llevó varios años de ensayos y giras.
Aunque la formación fue variando y el grupo pasó por diferentes etapas, nunca dejó de lado sus convicciones, que no son otras que la de "pelear por una realidad más justa", y eso se refleja en sus letras, de alto contenido social y toma de conciencia sobre la realidad del país. Empezaron a sonar en algunos clubes de Junín y después de una buena caravana llegaron a darle vida a este disco que posee pasajes interesantes.
En 2007, participaron del Lincoln Rock donde tocaron Resistencia Suburbana y Karamelo Santo; se presentaron junto a figuras de la talla de The Wailers en el Auditorio Sur de Temperley, además de compartir escenario con Los Cafres y Dread Mar-I en el Parque Roca de Buenos Aires, Dancing Mood, Gondwana, Natty Combo y Pablo Molina, entre otros.
El segundo disco del grupo "Subir, mirar mejor" y fue grabado en la ciudad de Junín y en el estudio Del Abasto al Pasto, con la producción musical de Martín "Tucán" Bossa, bajo el sello Pinhead Records. Tras la salida de esta segunda obra, en la que se desarrolla más la parte musical y se nota la consolidación del grupo, Delfines de Etiopía comenzó a trabajar con el mánager Mundy Epifanio, exproductor de Riff, Los Violadores, Rata Blanca, Todos Tus Muertos, Lethal y Attaque 77, entre otros.
Luego, en 2014, grabaron su tercer disco. El estilo de la banda está basado fundamentalmente en el reggae y las letras describen una realidad hostil como la que sostienen que se vive en cualquier barrio, siempre con la visión puesta en ideas universales como la justicia y la igualdad. Sonidos con estilo, que van desde ritmos latinos, hip hop, raggamuffin y sobre todo reggae, hacen de ésta, una banda muy característica y que trasciende clases y estratos sociales.

## Integrantes

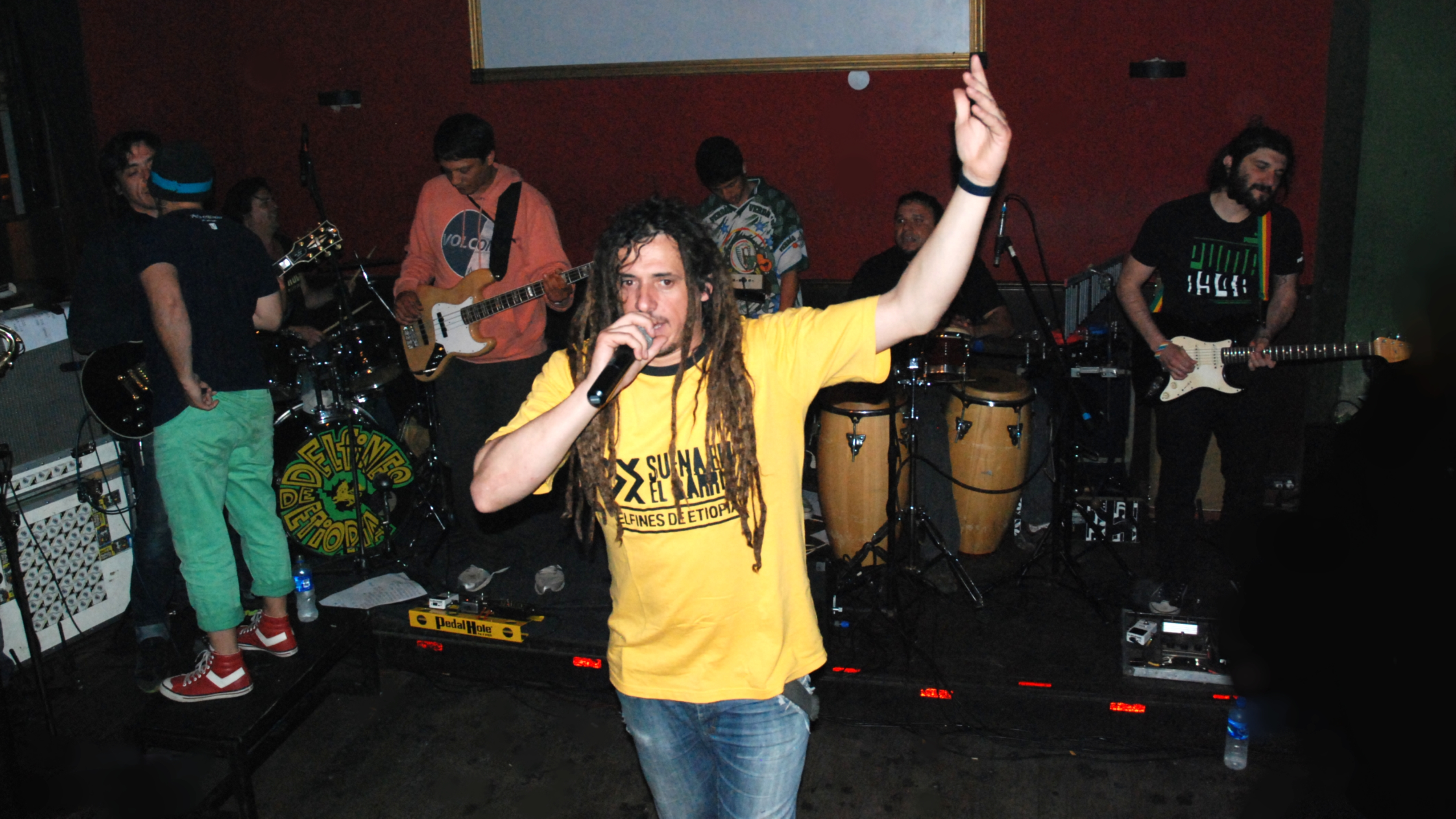
Delfines de Etiopía en Rey Lagarto Bar de La Plata, en 2014. En primer plano, Raba Caporaletti.

- Matias Garavaglia (bajo)
- Nicolas Olguin (teclados)
- Fede Troia (voz
- Raba Caporaletti (voz)
- Juan Cruz Cairo (percusión)
- Matias Biondo (guitarra)
- Matias Miñones (guitarra)
- Juan Olesas (saxo
- Christian Mazzali(batería)

## Discografía

### Una mano amiga
- 01. To be along
- 02. El enemigo
- 03. Somos todos iguales
- 04. El rey
- 05. La verdad
- 06. Buscando el camino voy
- 07. Haciéndolo por nosotros
- 08. El enfermista
- 09. Sokotrosky
- 10. La verdub
- 11. Piquetero

### Subir, mirar mejor
- 01. Zion avanza
- 02. Olvidos y apariencias
- 03. Uprising
- 04. Let it (my brain)
- 05. La cura del hombre
- 06. Mística
- 07. My music
- 08. Busca tu lugar
- 09. My África
- 10. Madre Tierra
- 11. Piquetero
- 12. Sistema
- 13. Vuela
- 14. Tiempo y forma
- 15. Radio Kriminal

### Momento Tiempo (2015)
- 01. Tu presente
- 02. Música en el aire
- 03. La condena
- 04. De tanto caminar
- 05. Vas a vencer
- 06. Mood
- 07. Cantarte
- 08. Tan cerca
- 09. Presagiando
- 10. Cambiar las cosas
- 11. Murder
- 12. Prohibido
- 13. El sonido

### Momento Tiempo (2017)
- 01. Tu presente
- 02. Música en el aire
- 03. La condena
- 04. De tanto caminar
- 05. Vas a vencer
- 06. Mood
- 07. Cantarte
- 08. Tan cerca
- 09. Presagiando
- 10. Cambiar las cosas
- 11. Murder
- 12. Prohibido
- 13. El sonido}